# Кардиналы-выборщики на Конклаве 1314—1316 годов
| Страна                  | Количество выборщиков |
| ----------------------- | --------------------- |
| Итальянские государства | 8                     |
| Франция                 | 16                    |

Следующие кардиналы-выборщики участвовали в Папском Конклаве 1314—1316 годов. Список кардиналов-выборщиков приводятся по географическим регионам и в алфавитном порядке.

## Предыстория
Папа Климент V скончался в Рокмор-ан-Гар, королевство Франция, 20 апреля 1314 года. Собрание кардиналов-выборщиков состоялось в доминиканском монастыре в Лионе, где 7 августа 1316 года был избран кардинал Жак д’Юэз, принявший имя Иоанн XXII. На момент смерти Папы Климента V в живых было двадцать четыре кардинала, и все они участвовали в Конклаве. Вакансия немногим менее двух лет и четырёх месяцев была продолжительна, потому что кардиналы на этом конклаве сгруппировались в три партии, каждая из которых преследовала цели, враждебные двум другим. Итальянская партия из восьми кардиналов (Наполеоне Орсини, Никколо Альберти, Джакомо Каэтани Стефанески, Франческо Каэтани, Гульельмо де Лонги, Лука Фиески, Пьетро Колонна и Джакомо Колонна) стремилась как можно быстрее вернуть папство в Италию. Гасконская партия из десяти кардиналов, состоящая из родственников и близких соратников Климента V (Арно де Пеллегрю, Арно де Фальгьер, Арно Нувель, О.Сист, Гийом Тесте, Раймон Гийом де Форж, Бернар де Гарв, Арно д’О, Виталь дю Фур, O.F.M., Раймон, O.S.B. и Гийом Пьер Годен), хотели сохранить очень значительную власть, которую они приобрели при податливом Клименте V. Французская или провансальская партия из шести кардиналов (Беренже де Фредоль старший, Беренже де Фредоль младший, Мишель дю Бек-Креспен, Николя де Фреовилль, O.P., Гийом де Мандагу, C.R.S.A. и Жак д’Юэз) стояли посередине — они не желали ни сохранения власти гасконцами, ни скорейшего возвращения в Италию.
В Священной Коллегии кардиналов присутствовали следующие кардиналы-выборщики, назначенные:
- 1 — папой Николаем III;
- 2 — папой Николаем IV;
- 1 — папой Целестином V;
- 3 — папой Бонифацием VIII;
- 1 — папой Бенедиктом XI;
- 17 — папой Климентом V.

## Авиньонская Курия
1. Никколо Альберти, O.P., кардинал-епископ Остии и Веллетри, декан Коллегии кардиналов;
2. Мишель дю Бек-Креспен, кардинал-священник с титулярной церковью Сан-Стефано-аль-Монте-Челио;
3. Бернар де Гарв, кардинал-дьякон с титулярной диаконией Сант-Агата-алла-Субурра;
4. Гийом Пьер Годен, O.P., кардинал-священник с титулярной церковью Санта-Чечилия;
5. Николя Канье де Фреовилль, O.P., кардинал-протопресвитер;
6. Франческо Каэтани, кардинал-дьякон с титулярной диаконией Санта-Мария-ин-Козмедин;
7. Якопо Каэтани Стефанески, кардинал-дьякон с титулярной диаконией Сан-Джорджо-ин-Велабро;
8. Джакомо Колонна, кардинал-протодьякон, архипресвитер патриаршей Либерийской базилики;
9. Пьетро Колонна, архипресвитер патриаршей Латеранской базилики;
10. Гульельмо Лонги, кардинал-дьякон с титулярной диаконией Сан-Никола-ин-Карчере;
11. Гийом де Мандагу, C.R.S.A., кардинал-епископ Палестрины;
12. Арно Нувель, O.Cist., вице-канцлер Святой Римской Церкви;
13. Арно д’О, кардинал-епископ Альбано, камерленго;
14. Наполеоне Орсини, архипресвитер патриаршей Ватиканской базилики;
15. Арно де Пеллегрю, кардинал-дьякон с титулярной диаконией Санта-Мария-ин-Портико-Октавиа;
16. Раймон, O.S.B., кардинал-священник с титулярной церковью Санта-Пуденциана;
17. Гийом Тесте, кардинал-священник с титулярной церковью Сан-Чириако-алле-Терме-Диоклециане;
18. Арно де Фальгьер, кардинал-епископ Сабины;
19. Лука Фиески, кардинал-дьякон с титулярной диаконией Санти-Козма-э-Дамиано;
20. Раймон Гийом де Форж, кардинал-дьякон с титулярной диаконией Санта-Мария-Нуова;
21. Беренже де Фредоль младший, камерленго Священной Коллегии кардиналов;
22. Беренже де Фредоль старший, кардинал-епископ Фраскати, великий пенитенциарий;
23. Виталь дю Фур[англ.], O.F.M., кардинал-священник с титулярной церковью Санти-Сильвестро-э-Мартино-ай-Монти;
24. Жак д’Юэз, кардинал-епископ Порто и Санта Руфина, вице-декан Коллегии кардиналов (был избран папой римским и выбрал имя Иоанн XXIII).